# Pieve di San Giovanni Battista (Montecatini Val di Cecina)
La pieve di San Giovanni Battista si trova a Casaglia, nel comune di Montecatini Val di Cecina, in provincia di Pisa, diocesi di Volterra.
Casaglia è situata su una collina coronata da cipressi che si affaccia da nord sulla via Salaiola che collega Volterra con il mare.
La pieve è ricordata nelle decime papali del 1274 e nella Libra Cleri del Sinodo Belforti del 1356.
Fu espropriata di territorio sul finire del secolo XIV e si ridusse a rettoria amovibile con parroco non residente per tutto il XVI secolo. Passò poi sotto il patrocinio degli Espinassi, i cui eredi nel 1858 ricostruirono chiesa e canonica in forme neoromaniche a tre navate.